# Club de Básquetbol Gansos Salvajes de la UIC
I Gansos Salvajes de la UIC sono una società cestistica avente sede a Città del Messico, in Messico. Fondata nel 2012, gioca nel Liga Nacional de Baloncesto Profesional.
Disputa le partite interne nel Domo de la UIC, che ha una capacità di 3.000 spettatori.